# Sam Pieter Janssens
Sam Pieter Janssens (Brussel, 1980) is een Belgische multi-instrumentalist, componist en producer. 
In 2002 bracht hij zijn debuut uit als frontman van het rocktrio Toendra (EMI / NeedRecords). Sindsdien deelde hij het podium en de studio met tal van artiesten: Marie-Laure Béraud, Allan Muller, Raymond van het Groenewoud, Aroma di Amore en W Tussen Haakjes.
Hij produceert als KLANKMAN tal van muzikale projecten: van theatermuziek tot het componeren van soundtracks.
Sinds 2016 vormt hij samen met singer-songwriter Annelies Tanghe de band And Then Came Fall. De gelijknamige debuutplaat kwam begin 2018 uit bij Starman Records en werd geproduceerd door Koen Gisen. Sindsdien heeft And Then Came Fall live shows gespeeld in Vlaanderen en Nederland, o.a. als support act voor K's Choice, Donavon Frankenreiter en Joan As Police Woman.
In 2020 verscheen het album van Driftwood (met oprichter Sam De Bock en Patricia Vanneste): Only Fighters Left Behind (Q32, 2020). Janssens is mede-componist, multi-instrumentalist en co-producer van de plaat. Live heeft Driftwood de plaat één keer voor publiek voorgesteld, net voor de coronapandemie.
Het tweede album van singer-songwriter SJ Hoffman, Waves Holding Time (Starman Records, 2020) werd geproduceerd door Janssens en werd door de pers bijzonder goed onthaald.
Verder bracht Janssens op zijn eigen label KLANKKAST een verzamel-ep uit van oud werk van Nagelbijter (2007 - 2011) getiteld First Takes.
Nieuwe Wereld, de debuut-ep van SAHEL, een samenwerking met zangeres Helene Asselman, kwam uit begin 2020 op het KLANKKAST-label.
Tijdens de coronapandemie (april - juni 2020), produceerde Janssens de podcast met de naam KLANKKAST, waarin hij aan zijn gasten de vraag stelde hoe ze creatief bezig blijven in onzekere tijden. Er zijn 17 afleveringen van verschenen, met uiteenlopende gasten: van acteur Dominique Van Malder tot singer-songwriter Jente Pironet (Portland).
Als componist heeft hij onder de naam Clairval de score gemaakt voor de documentairereeks Het Scheldepeloton (Borgerhoff & Lamberigts). De reeks werd uitgezonden op Canvas, Eén en VRT NU en won de Ha! van Humo award voor Beste TV Programma 2021.
In 2022 verscheen de teenage horror movie FOMO met muziek van Janssens. De film werd geregisseerd door Leander Hanssen Jr. en ging op 29 juni 2022 in première. Eind oktober 2022 komt een vervolgreeks op het platform Streamz.